# Antisséptico
Antisséptico se refere a tudo o que for utilizado no sentido de degradar ou inibir a proliferação de micro-organismos presentes na superfície da pele e mucosas. São substâncias usadas para desinfectar ferimentos, evitando ou reduzindo o risco de infecção por acção de bactérias ou germes.
Antisséptico é o método através do qual se impede a proliferação de micro-organismos em tecidos vivos com o uso de substâncias químicas (os antissépticos) usadas como bactericidas ou bacteriostáticos com objetivos higiênicos ou terapêuticos.
Antissépticos não devem, assim, serem confundidos com esterilizantes, que aniquilam qualquer forma de vida microbiana viável, incluindo vírus, fungos, bactérias, protozoários, endósporos e formas vegetativas. Diferem ainda dos desinfectantes, esses que destroem patógenos vegetativos e deixam de ser efetivos contra a proliferação de endósporos, agindo sobre superfícies inanimadas. Outros métodos de controle microscópico não tão comuns, e que diferem da antissepsia, podem ser ilustrados, tais como: sanitização e degerminação.
Uma mesma substância química usada em objetos inanimados será chamada de desinfectante e, quando usada em tecidos vivos, será chamada de antisséptico. Exemplosː clorexidina e iodopovidona.

## Objetivo
Os objetivos gerais dos programas de controle de infecção são:
1. reduzir os números de micro-organismos patogênicos para níveis em que os mecanismos de defesa normais dos pacientes podem impedir a infecção;
2. quebrar o ciclo de infecção e eliminar a contaminação cruzada;
3. tratar todos os pacientes e instrumentos como passíveis de transmitir doença infecciosa; e
4. proteger pacientes e profissionais de saúde da infecção e suas consequências.

Estes objetivos serão alcançados com o uso correto de técnicas de barreira (luvas, máscaras, roupão proteção ocular, tampas de borracha) combinados com protocolos de esterilização/desinfecção/antissepsia apropriados.

## Antisséptico ideal
Um antisséptico ideal deve ser capaz de destruir a forma vegetativa de todos os microrganismos patogênicos, requerer tempo limitado de exposição e ser eficaz em temperatura ambiente, não-corrosivo, atóxico para seres humanos e de baixo custo. Devido às semelhanças na composição química e metabolismo entre os seres humanos e microrganismos, é pouco provável alcançar este ideal. Entretanto, a toxidade seletiva (a toxidade seletiva para alguns microrganismos, mas não para as células humanas) é de suma importância para os antissépticos. O grau de seletividade para os agentes antissépticos pode variar, dependendo dos tecidos com os quais entram em contato. Um antisséptico destinado para a lavagem das mãos pode ser menos seletivo do que um antisséptico utilizado como colutório oral, visto que o epitélio altamente queratinizado da pele proporciona maior grau de proteção contra antisséptico do que o epitélio oral.
Em todo o campo de assistência à saúde, as preocupações quanto à transmissão de microrganismos infecciosos levaram a aumento no uso de antissépticos e desinfetantes. Esta tendência é particularmente observada. Os vários antissépticos e desinfetantes podem ser classificados de acordo com o seu mecanismo de ação:
1. agentes que desnaturam as proteínas;
2. agentes que causam a ruptura osmótico da célula; e
3. agentes que interferem em processos metabólicos específicos.

Os agentes que causam a desnaturação das proteínas ou ruptura osmótica tendem a matar os micro-organismos. A interferência em processos metabólicos específicos geralmente afeta o crescimento e a reprodução celular sem matar a célula.

## Classes ou agentes
O quadro relaciona as várias classes de substâncias químicas utilizadas como desinfetantes/antissépticos, com sua eficácia contra diversos micro-organismos representativos. Os aldeídos e certas substâncias à base de halogênio e oxidantes possuem a maior faixa de eficácia e também tendem a ser mais tóxicos para os tecidos humanos. Em consequência, seu uso limita-se principalmente à desinfecção. As outras classes químicas consistem em agentes antimicrobianos menos eficazes, mas também menos prejudiciais aos tecidos humanos, sendo, portanto, utilizadas tanto como desinfetantes quanto como antissépticos. Dentre elas estão os agente de superfícies, como sabões e detergentes, que mecanicamente removem micro-organismos ou os destroem via desestabilização de suas estruturas membranares. Cita-se, ainda, os sanitizantes ácido-aniônicos, agindo como inibidores ou destruidores enzimáticos e compostos quaternários de amônio, indicados abaixo da tabela.
|                              |                          |                          |                     |                        | Vírus |     |        |
| Classe ou agente             | Bactérias Gram-positivas | Bactérias Gram-negativas | Esporos bacterianos | Bacilos da tuberculose | HBV   | HIV | Fungos |
| Halogênicos                  | +                        | +                        | ±                   | ±                      | +     | +   | +      |
| Aldeídos                     | +                        | +                        | +                   | +                      | +     | +   | +      |
| Fenois                       | +                        | +                        | -                   | +                      | -     | +   | +      |
| Álcoois                      | +                        | +                        | -                   | +                      | ±     | +   | ±      |
| Clorexidina                  | +                        | +                        | -                   | -                      | -     | +   | ±      |
| Agentes ativos na superfície |                          |                          |                     |                        |       |     |        |
| Aniônicos                    | +                        | -                        | -                   | -                      | -     |     | -      |
| Catiônicos                   | +                        | ±                        | -                   | -                      | -     |     | +      |
| Agentes oxidantes            | +                        | +                        | +                   | +                      | +     | +   | +      |
| Metais pesados               | +                        | ±                        | -                   | -                      | ±     |     | +      |

### Ácidos
Diversos ácidos possuem capacidades antissépticas notáveis; a diminuição do pH no local de uma ferida controla infecções, aumenta atividade antimicrobial, libera oxigênio e reduz a toxicidade de substâncias produzidas por bactérias.
O ácido acético, por exemplo, vem sendo usado como antibacteriano há mais de 6000 anos, inclusive por Hipócrates, na Grécia Antiga. Num estudo in vitro, soluções de 3% deste ácido demonstraram efeito melhor ou igual a diversos produtos de uso clínico atual, particularmente com bactérias Gram negativas.
O ácido bórico, por sua vez, também demonstrou sucesso maior em testes hospitalares em pacientes com lesões profundas com perda de tecidos do que outros produtos que são comumente utilizados atualmente. Porém, deve ser utilizado com cautela, já que, apesar de não ser absorvido pela pele, pode ser absorvido facilmente em feridas abertas, e possui certo grau de toxicidade.
Já o ácido cítrico é menos agressivo, sendo usado até mesmo como desinfetante caseiro e em quaisquer superfícies que possam entrar em contato com alimentos.

### Álcoois
Os álcoois, em particular o etanol e isopropanol, foram utilizados durante muitos anos como agentes antimicrobianos e como transportadores para outros antimicrobianos insolúveis em água, como o iodo e fenóis. Devido a seu baixo custo, evaporação rápida e ausência de resíduo, mostram-se úteis para a desinfecção de objetos inanimados. Como mencionado, agem como micro germicidas, sendo bem efetivos contra a maioria de bactérias e fungos, com certos limites para vírus dependendo da concentração do composto alcoólico. O mecanismo de ação desses tipos de compostos geralmente envolvem desestabilização de membranas celulares e há uma base científica forte de que atuam na desnaturação de proteínas.
Como sua ação depende muitas vezes da concentração e por não ser efetivo contra todos os tipos de vírus, além de não afetar esporos bacterianos e não penetrar materiais orgânicos, não são usados como esterilizantes, mas sim como desinfectantes e antissépticos, já que para esterilizar materiais hospitalares é requerido alta capacidade germicida (e com largo alcance diverso entre os diferentes micro-organismos).
A escolha do álcool a ser utilizado depende muito de qual o micro-organismo alvo, pois sua atividade contra ele dependerá da propriedades comparadas do organismo alvo e desinfectante.

### Aldeídos
Os Aldeídos são compostos, em geral, bastante tóxicos, e portanto, não são usados como antissépticos, já que exige-se um contanto com o corpo humano. Por outro lado, são considerados ótimos desinfectantes de objetos e superfícies, bem como esterilizantes (sendo largamente utilizados em hospitais) e preservadores. Dessa última utilidade, destaca-se o formaldeído, ainda muito utilizado para preservar corpos de animais mortos. Portanto, ainda assim é utilizado em processos de desinfecção, em conjunto com o glutaraldeído, que é utilizado em maior escala.
Possuem alta diversidade de atuação contra micro-organismos, sendo bastante efetivos contra bactérias, fungos e vírus. Os seus mecanismo de desinfecção são bem variados, mas em geral é pela alquilação de grupos em proteínas e outras estruturas celulares, atacando membranas celulares. Outros estudos apontam os alvos dos aldeídos como as ligações (cross-linkage) entre macromoléculas (reticulação), sendo o formaldeído atuante sobre as ligações que mantém proteínas, DNA e RNA conectados, indicando que em sua presença, as estruturas da célula quebram-se, e consequentemente, inativam-se. O glutaraldeído, por outro lado, age sobre ligações de proteínas em envoltórios celulares, agindo duplamente sobre a destruição de membranas celulares.
Apesar do grande espectro de ação germicida dos aldeídos, o tempo de exposição necessário para matas micro-organismos apresenta-se como uma das desvantagens em sua utilização, além do já comentado sobre sua toxicidade, inviabilizando seu uso como antisséptico.

### Glutaraldeído
Definição
O glutaraldeído é dialdeído saturado - 1,5 pentanedial. Em solução aquosa, apresenta pH ácido e não é esporicida. As formulações que são utilizadas possuem outros componentes para que a solução passe a ter esta ação. As formulações encontradas são:
- Solução ativada: é adicionada substância ativadora, o bicarbonato de sódio, que torna a solução alcalina (pH 7,5 a 8,5), tendo então atividade esporicida.

- Solução potencializada: utiliza mistura isomérica de álcoois lineares, possui pH de 3,4 a 3,5. Essa mistura à temperatura ambiente possui função esporicida baixa e, se aquecida a 60 graus Celsius torna-se esporicida em exposição por 6 horas.

Mecanismo de ação
O glutaraldeído tem potente ação biocida, é bactericida, virucida, fungicida e esporicida. Sua atividade é devida a alquilação de grupos sulfidrila, hidroxila, carboxila e amino dos micro-organismos alterando seu DNA, RNA e síntese de proteínas. A atividade esporicida se deve ao fato de o glutaraldeído reagir com a superfície do esporo, provocando o endurecimento das camadas externas e morte do esporo. Os mecanismos e propostas são bem sintetizadas e referenciadas nos trabalhos de Gerald McDonnell e  A. Denver Russell.
Indicações
Pode ser utilizado para a esterilização de artigos termossensíveis que não possam sofrer esterilização pelos processos físicos como: enxertos de acrílico, cateteres, drenos e tubos de poliestireno.
O glutaraldeído tem sido muito utilizado para desinfecção de alguns equipamentos como endoscópios, conexões de respiradores, equipamentos de terapia respiratória, dialisadores, tubos de espirometria e outros; para este fim o tempo de exposição é de 30 minutos. Ele não é utilizado como desinfetante de superfície por seu custo ser elevado e por ser muito tóxico.
Cuidados no uso
O material a ser esterilizado deve ser muito bem lavado e seco. Se estiver infectado, realizar desinfecção prévia. Feito isso, o material pode, então, ser colocado na solução de glutaraldeído tomando os seguintes cuidados:
- Imergir totalmente o material na solução, evitar a formação de bolhas, o recipiente no qual os materiais serão imersos deve estar esterilizado e deve ser preferencialmente de vidro ou plástico;

- Tampar o recipiente, e marcar o início da esterilização;

- Manusear os materiais com uso de luvas ou pinças e máscara, se possível;

- Enxaguar por três vezes os materiais após a esterilização, utilizando água ou soro fisiológico estéreis, tomando cuidado para se evitar contaminação dos materiais;

- O material deve ser utilizado imediatamente;

- O tempo de esterilização é preconizado pelo fabricante e varia de 8 a 10 horas.

Vantagens
A utilização do glutaraldeído apresenta as seguintes vantagens:
- Pode ser utilizado na descontaminação de artigos infectados antes da esterilização, pois age na presença de matéria orgânica;

- Não altera materiais como plástico e borracha, nem dissolve o cimento de lentes de instrumentos ópticos e não interfere na condutividade elétrica de equipamentos de anestesia gasosa, pois possui, em sua formulação, antioxidantes;

- Não é contaminado por micro-organismos;

- Não descolora os materiais;

- À temperatura ambiente, mantém sua estabilidade;

- Por ser menos volátil que o formaldeído, libera menos vapores irritantes e odor forte;

- Não é irritante para pele e mucosas, mas pode provocar dermatite de contato.

Toxicidade
O limite máximo de glutaraldeído no ar é de 0,2 partes por milhão, podendo então causar irritação nos olhos, garganta e nariz.
Uma ventilação adequada, fechamento hermético dos recipientes onde se realizam as esterilizações podem minimizar esses efeitos. Após a esterilização, o enxágue cuidadoso é muito importante para se evitar reações nos pacientes decorrentes de resíduos de glutaraldeído.

### Biguanidas
As Biguanidas são compostos nitrogenados largamente utilizados como antissépticos, principalmente, mas também aplicadas na área de desinfecção. São ótimos bactericidas e efetivos contra alguns vírus e fungos (como não é muito ativo contra esses dois últimos, geralmente é misturado com outros tipos de desinfectantes e antissépticos). Não servem para esterilizar equipamentos médicos por não ter um espectro tão largo como agente germicida (apenas largo para bactérias), mas é utilizado como antisséptico de pele para proceder-se cirurgias (escovação pré-cirúrgica), em que usa-se em larga escala a Clorexidina, que afeta as membranas celulares desses organismos. Em geral é dessa forma que as biguanidas agem, sobre a membrana celular. Além da clorecidina, principal biguanida referenciada em artigos e documentos médico, há a alexidina e algumas biguanidas poliméricas, como o PHMB. Esses dois últimso tem mecanismos relativamente distintos da clorexidina e causam segregação de membranas lipídicas.
Como comentado, podem ser usadas como antissépticos de pele por não serem tóxicas, o que é uma grande vantagem, porém encontra como uma de suas desvantagens a lenta ação micro germicida e por não serem tão voláteis, deixam vestígios de sua atividade na superfície a ser desinfectada ou no tecido alvo da antissepsia.

### Clorexidina
A clorexidina foi aprovada para o uso em escovas cirúrgicas em meados da década de 1970, e como colutório a 0,12%, no final da década de 1980. Para lavagem cirúrgica, as soluções de clorexidina a 4% são de ação rápida como os iodóforos e possuem a substantividade do hexaclorefeno. A clorexidina é altamente eficaz contra os micro-organismos Gram-positivos, enquanto exibe menor eficácia contra os micro-organismos Gram-negativos e mostra-se ineficaz contra os bacilos da tuberculose, esporos e numerosos vírus.
Na Europa, foram utilizados soluções de clorexidina a 0,2% como colutórios orais desde a década de 80. A eficácia da clorexidina nos colutórios resulta principalmente de sua substantividade. A natureza catiônica da clorexidina permite a sua ligação a tecidos duros e moles na cavidade bucal; a seguir, é liberada com o decorrer do tempo, produzindo efeito bacteriostático contínuo. Foi demonstrada a eficácia dessas soluções, quando utilizadas duas vezes ao dia, na redução da formação da placa bacteriana e gengivite. Os principais efeitos colaterais consistem na pigmentação dos dentes, aumento da formação decálculos e alteração do paladar. Dois colutórios de clorexidina a 0,12% foram aprovados pela FDA (Food and Drug Administration), sendo tão eficazes clinicamente quanto a solução mais forte a 0,2%, porém com redução significativa na incidência de efeitos colaterais.

### Compostos de amônia quaternária
Os CAQs são detergentes catiôniocos (categorizados como agentes de superfície) que agem rompendo membranas celulares e desnaturando proteínas envoltórias. além de consequentemente inativar enzimas. São encontrados em limpadores de cozinhas e em desengordurantes pelo seu caráter amfipático, mas também é encontrado na composição de cremes antissépticos.
São efetivos contra bactérias (mais efetivos contra Gram-positivas), fungos e contra vírus envelopados. Como não são compostos tóxicos e atuam como germicidas em certa escala, são usados como antissépticos, mas não são fortes o suficiente para serem usados como esterilizantes ou forte desinfectantes, já que em acréscimo também não afetam esporos bacterianos e por não serem eficazes contra certas bactérias Gram-negativas.

### Fenóis e substâncias relacionadas
Sir Joseph Lister introduziu o fenol como desinfetante cirúrgico em meados da década de 1800, porém sua natureza irritante e tóxica levou à sua substituição por varias substâncias fenólicas substituídas. Essa substituição acentuou o efeito antimicrobiano do fenol, sem aumentar significativamente sua toxidade nos seres humanos. Ainda assim, compostos fenólicos apenas são largamente utilizadas para desinfecção de superfícies (possuindo mecanismo de ataque via desestruturação de membranas celulares e desnaturação de enzimas importantes pro funcionamento celular), como em bancadas hospitalares, mas não em métodos antissépticos ou esterilizantes, pois pode causar irritações, e em termos de conveniência, não possui odores agradáveis.
Por outro lado, bisfenóis, que são compostos derivados do fenol com dois grupos hidróxifeniis, e derivados, podem ser utilizados como antissépticos por não exibirem toxicidade, sendo utilizados em sabões antissépticos. São bastante eficazes apenas contra bactérias Gram-positivas, sendo em larga escala para Gram-negativas, fungos e vírus. Por essa não tão larga diversidade de ação contra micro-organismos, não costumam serem utilizados como desinfectantes e esterilizantes.

### Halogênios e substâncias liberadoras de halogênios
Os halogênios e as substâncias liberadas de halogênios constituem alguns dos mais eficazes agentes microbianos utilizados para a desinfecção e antissepsia. Porém, como também não tem o maior espectro de germicidade possível, partindo dos aldeídos como referência, não são usados como esterilizantes geralmente. Seu principal modo de ação parece depender da reação covalente do halogênio com sistemas enzimáticos-chaves.
Na forma líquida, apresenta-se em soluções de 37% a 40%. Em geral, seu mecanismo de ação contra os microorganismos pode ser resumido pelo alto poder oxidante desses elementos e pela destruição de proteínas nas células promovidas por eles.
Derivados do cloro são muito utilizados em sanitizantes, e produtos para controle de atividade microbiana em piscinas, pois o ácido hipocloroso é capaz de aniquilar grande parte dos micro-organismos via oxidação de estruturas celulares. Sua maioria é advinda, se não fornecido diretamente como cloro ativo, de hipocloritos e óxidos de cloro.
Iodo é bastante utilizado para aniquilar micro-organismos em tecidos da pele e para prevenir infecções neles. Como desvantagens, suas soluções são geralmente instáveis e pode causar irritação. Pode advir, também, de iodóforos, que o liberam.

### Metais Pesados
Os metais pesados, em particular os mercuriais e compostos de prata, possuem uma longa história como agentes antimicrobianos, como no caso do cobre, cujo uso foi registrado pela primeira vez nos papiros de Edwin Smith, um dos mais antigos documentos de registro médico, o qual demonstra o uso dessa substância para tratamento de queimaduras e doenças de pele. Compostos mercuriais orgânicos ainda são utilizados em alguns países como fumigantes, mas foram substituídos por substâncias mais eficazes e menos tóxicas na medicina e na odontologia.
Parte de sua propriedade antimicrobial é explicado pelo efeito oligodinâmico, descoberto por Karl Wilhelm von Nägeli, que define a ligação realizada pelo metal a grupos tiól e à proteínas celulares, que as desativam, levando a morte celular.
O mecanismo de ação desses complexos é comumente baseado em:
- Stress oxidativo.
- Interferência na atividade protéica, podendo desativar enzimas importantes.
- Interferência na assimilação de nutrientes.
- Comprometimento da membrana plasmática.
- Genotoxicidade.

É importante notar que certos metais possuem propriedades e efeitos únicos, como substâncias de cobre que geram espécies reativas de oxigênio que são responsáveis por diversos danos à célula. Complexos de prata, por exemplo, possuem menor toxicidade, sendo historicamente importante para o tratamento de gonorreia em recém-nascidos de mães infectadas, e apenas suas espécies ionizadas na forma de cátions Ag+ possuem efeito desinfetante, por conseguirem adentrar a membrana plasmática.

### Peroxigênios
Os Peroxigênios são derivados de peróxido que são largamente utilizados para o controle microbiano, atuando ora como desinfectantes ou antissépticos. Tais compostos agem como agente oxidantes e são capazes de oxidar membranas e envoltórios de micro-organismos, destruindo-os. A utilização deles pode tanto ser utilizada sobre superfícies inanimadas (desinfeccionando), ou sobre a própria pele humana, ferida ou não, onde é capaz de atuar sobre anaeróbios sensíveis a oxidantes, e de maneira a enfatizar isso, sabe-se que organismos anaeróbios não tem resistências altas contra o peróxido de hidrogênio, ao contrário dos aeróbios que produzem a enzima catalase capaz de degradar tal peroxigênio.
Dente os peroxigênios, os mais comuns na área de desinfecção e antissepsia são: peróxido de hidrogênio, ozônio, ácido peracético e ácido peróxipropiônico, com esse último que teve frequência de uso diminuída nos dias de hoje. A maioria deles, incluindo todos os citados previamente, tem como mecanismo de desinfecção/antissepsia via radicais hidróxi (Stress oxidativo), capazes de destruir estruturas proteicas, lipídicas e o próprio DNA (alguns ácidos peroxigênicos, em acréscimo, inibem enzimas de microrganismos que podem degradas tais radicais). Então em união, o poder oxidante desses compostos (que destrói proteínas e impede transporte de metabólitos) e a capacidade em formar radicais hidroxila fazem dos peroxigênios ótimos agentes germicidas. É interessante notar que muitas vezes são utilizadas soluções conjuntas de peroxigênios para uma maior atividade germicida, pois mais radicais hidróxi são gerados e maior o poder oxidante será da solução contra as estruturas do organismo, a exemplo de soluções "sinergéticas" de peróxido de hidrogênio com ácido peracético.
Vantagens
- Agem forte e rapidamente. Como agem oxidando estruturas dos organismos, há grande transferência de elétrons e como são fortes agentes oxidantes, a transferência de elétrons é espontânea e bastante rápida, desativando rapidamente as atividades do micro-organismo, além de causar repulsões desestabilizantes.
- Seus subprodutos não causam danos ambientais e os próprios peroxigênios usados não são tóxicos (o ácido peracético vêm sendo considerado como ótimo alternativa para substituir produtos de cloro em águas de descarte, pois esses últimos acabam gerando produtos clorados tóxicos[22]).
- Efetivos em largas escalas de temperatura e pH.

Desvantagens
- Estabilidade limitada em soluções e muitas vezes decompõe-se se não utilizados no tempo correto.
- Como fortes oxidantes, costumam ser usados em concentrações baixas para acentuar sua força, mas se em fortes concentrações podem causar danos na pele e irritações na retina e tecidos.

- O ácido peracético, a exemplo, torna-se corrosivo em superfícies lisas como cobre, ferro galvanizado e exibe incompatibilidade com materiais como revestimentos de alumínio.

## Locais de ação de alguns dos produtos químicos bactericidas
|  |